# New Basket Brindisi
La New Basket Brindisi, nota come Valtur Brindisi per motivi di sponsorizzazione, è una società cestistica italiana di Brindisi. Milita in Serie A2, la seconda serie del campionato italiano di pallacanestro.
Fondata nel 2004 da Massimo Ferrarese, è storicamente la più quotata società cestistica della Puglia. Ha conosciuto dagli anni duemila una rapida ascesa dalla B2 alla serie A1 che negli anni a seguire l'ha condotta a disputare regolarmente i play-off del campionato di massima serie e a competere nelle coppe europee. Il presidente del club Fernando Marino è stato dal 2014 al 2016 anche presidente della Lega Società di Pallacanestro Serie A.

## Storia

### Gli inizi

Loghi precedenti.

Al termine della stagione 2000-01 il basket a Brindisi perde la sua principale società, l'Azzurra, che dopo una difficile stagione cede il suo titolo sportivo di Serie B2 alla Falchetti Caserta.
Per un anno il New Basket Ceglie di Sportelli che nel frattempo è salito in Serie B2 gioca a Brindisi nel PalaPentassuglia con il logo Città di Brindisi. Dopo un anno Sportelli vende il titolo a Brindisi nelle mani di Giovanni Di Bella che, grazie alla sponsorizzazione di Massimo Ferrarese e della sua Prefabbricati Pugliesi, riparte dalla quarta serie nazionale B2.
Nella stagione 2002-2003 la compagine brindisina si qualifica per i play-off ed esce battuta al primo turno contro la capolista Atri. Con la fine della gestione Di Bella, Massimo Ferrarese rileva il 100% delle quote azionarie e diventa il proprietario della società, che cambia denominazione in New Basket Brindisi e riesce a far risalire la sua squadra dalle serie minori fino alla Legadue che conquista nella stagione 2007/08 dopo aver battuto in finale Trapani.

### La Legadue
Nel secondo anno di presenza nella serie allora professionistica la squadra del patron Massimo Ferrarese e allenata da Giovanni Perdichizzi nella stagione 2009/10 vince il campionato di Legadue con tre giornate d'anticipo e viene promossa nella massima serie.

### La Serie A
Complice una campagna acquisti in sordina e dopo una lunga serie di partite perse la società esonera l'allenatore Giovanni Perdichizzi artefice della promozione in A e lo sostituisce con Luca Bechi. 
Mossa però che non cambierà le sorti del campionato 2010/2011 che vedrà alla fine la società retrocedere in Legadue dopo essersi classificata ultima con 16 punti. 

### La retrocessione in Legadue
Dopo la retrocessione il patron Massimo Ferrarese riunisce un nuovo e nutrito gruppo di soci e imposta una struttura aziendale con figure professionali di primo profilo: Santi Puglisi nel ruolo di direttore generale, Alessandro Giuliani come direttore sportivo e come allenatore Piero Bucchi, reduce dall'esperienza nell'Armani Jeans Milano. Il 14 giugno 2012 la squadra del presidente Corlianó viene promossa in Serie A1 vincendo i play-off contro Pistoia.

### Il ritorno in Serie A
Grazie ad una struttura societaria più solida la New Basket Brindisi torna nel massimo campionato professionistico di pallacanestro nazionale. In questi anni di Serie A si caratterizza, pur con budget sempre limitati, come una società di lancio per giovani giocatori italiani e stranieri verso palcoscenici più importanti, nazionali ed internazionali. Si affaccia sul palcoscenico continentale partecipando alle coppe europee, prima l'EuroChallenge poi l'Eurocup, la Basketball Champions League e nel 2022 la FIBA Europe Cup. 
In oltre dieci anni di presenza ininterrotta in Legabasket, partecipa regolarmente alle final eight di Coppa Italia, dove raggiunge per due volte la finale sfiorando la vittoria della competizione, diverse partecipazioni in Supercoppa fra cui un terzo posto e raggiunge per cinque volte i play-off, con un'eliminazione in semifinale contro la Virtus Bologna; nel 2021 a coronamento della fruttuosa stagione, la Legabasket nomina migliore allenatore dell'anno Frank Vitucci e migliore direttore sportivo Simone Giofrè. A conclusione della stagione 2022/23 sia il Coach Frank Vitucci che il Direttore Sportivo Simone Giofrè risolvono consensualmente il contratto e lasciano la New Basket Brindisi chiudendo un era. 
La stagione successiva viene purtroppo caratterizzata da numerosi errori nella scelta dello staff tecnico e del roster, nonché da una buona dose di sfortuna e numerosi infortuni, non basterà il cambio di staff tecnico e di alcuni componenti del roster, al termine della stagione, la squadra sarà retrocessa in Serie A2.

## Strutture
La New Basket Brindisi gioca le partite casalinghe al Palasport Elio Pentassuglia, ristrutturato nel 2010, con capienza regolamentare di 3 534 posti.

## Roster 2024-2025
Aggiornato al 30 aprile 2025.
| New Basket Brindisi 2024-2025 | New Basket Brindisi 2024-2025 |
| Giocatori                     | Staff tecnico                 |
| ----------------------------- | ----------------------------- |

| N. | Naz.                                      | Ruolo | Nome                   | Anno | Alt.   | Peso   |  |
| -- | ----------------------------------------- | ----- | ---------------------- | ---- | ------ | ------ |  |
| 6  | Italia (bandiera)                         | G     | Davide Buttiglione     | 2006 | 193 cm | 85 kg  |  |
| 7  | Stati Uniti (bandiera)                    | G     | Isiah Brown            | 1997 | 188 cm | 82 kg  |  |
| 8  | Italia (bandiera)                         | P     | Tommaso Laquintana (C) | 1995 | 195 cm | 85 kg  |  |
| 9  | Italia (bandiera)                         | A     | Gianmarco Arletti      | 2001 | 198 cm | 93 kg  |  |
| 10 | Italia (bandiera)                         | C     | Edoardo Del Cadia      | 1999 | 202 cm | 106 kg |  |
| 14 | Italia (bandiera)                         | C     | Giovanni Vildera       | 1995 | 205 cm | 105 kg |  |
| 15 | Italia (bandiera)                         | A     | Tommaso Fantoma        | 2003 | 197 cm | 94 kg  |  |
| 17 | Stati Uniti (bandiera)                    | AG    | Mark Ogden             | 1994 | 206 cm | 95 kg  |  |
| 21 | Italia (bandiera)                         | AG    | Niccolò De Vico        | 1994 | 200 cm | 93 kg  |  |
| 23 | Montenegro (bandiera) · Italia (bandiera) | A     | Todor Radonjić         | 1997 | 197 cm | 94 kg  |  |
| 31 | Italia (bandiera)                         | P     | Andrea Calzavara       | 2001 | 195 cm | 86 kg  |  |

| Allenatore                                                                                    |
| - Piero Bucchi                                                                                |
| Assistente/i                                                                                  |
| - Marco Esposito - Marco Cardillo Legenda - (C) Capitano - (IN) Inattivo - Infortunato Roster |

### Staff tecnico
- Allenatore: Piero Bucchi
- Assistente: Marco Esposito
- Assistente: Marco Cardillo
- Preparatore atletico: Davide Bocci
- Fisioterapista: Salvatore Caiulo
- Massaggiatore: Rino Longo
- Responsabile sanitario: Dino Furioso

### Staff Dirigenziale
- Presidente: Fernando Marino
- Vice Presidente: Mino Distante
- General manager: Tullio Marino
- Direttore sportivo: Leo De Rycke
- Team manager: Francesco Caiulo
- Direttore commerciale: Andrea Fanigliulo
- Addetto stampa: Stefano Rossi Rinaldi
- Resp. ticketing: Giulia Quintana
- Resp.le segreteria: Carlo Guadalupi
- Resp.le amministrativo: Attilio Camassa
- Resp.le settore giovanile: Giuseppe Grasso
- Addetto agli arbitri: Maurizio Carone
- Responsabile servizio statistiche: Claudio Quarta
- Responsabile servizio statistiche: Eupremio Pignataro
- Magazzinieri: Rino Viva

## Palmarès
- Legadue: 2

 N.B. Brindisi: 2009-2010, 2011-2012
- Coppa Italia di Legadue: 1

 N.B. Brindisi: 2011-2012

## Partecipazione ai campionati
| Livello | Categoria            | Partecipazioni | Debutto   | Ultima stagione | Totale |
| 1°      | Serie A              | 13             | 2010-2011 | 2023-2024       | 13     |
| 2°      | Legadue              | 4              | 2008-2009 | 2024-2025       | 4      |
| 3°      | Serie B d'Eccellenza | 3              | 2005-2006 | 2007-2008       | 3      |
| 4°      | Serie B2             | 3              | 2002-2003 | 2004-2005       | 3      |

## Tifoseria
Il movimento ultras al palazzetto di Brindisi nasce alla fine degli anni ottanta, quando i gruppi al seguito della compagine calcistica del Brindisi iniziarono a sostenere anche la squadra di pallacanestro della propria città, in casa e in trasferta, posizionandosi in curva sud.

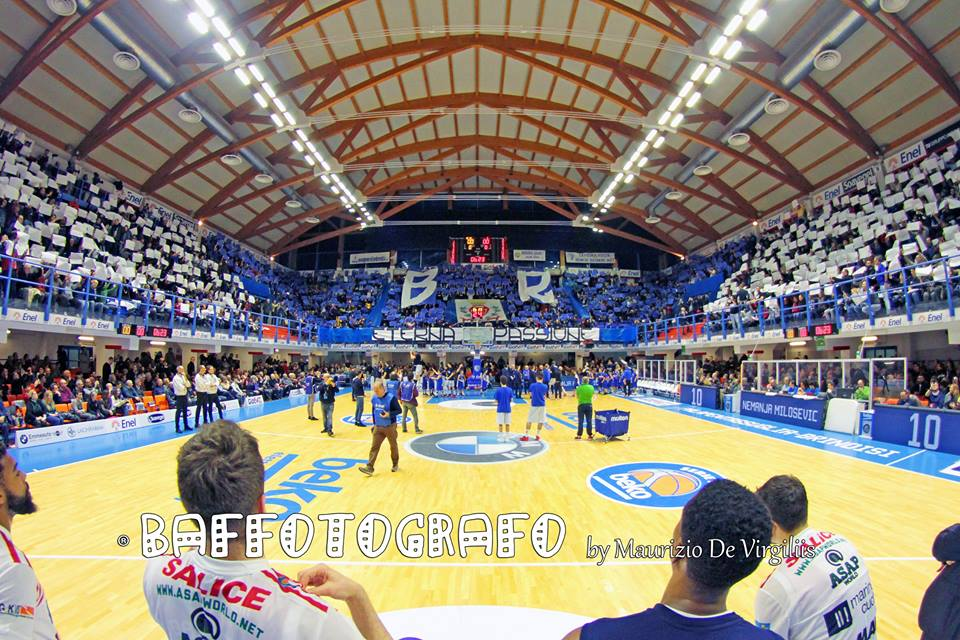
Coreografia della curva sud brindisina.

Intorno alla metà degli anni duemila, per via di alcuni dissapori con il presidente Massimo Ferrarese prima e per cambi generazionali poi, questa tradizione si perse e i tifosi si riunirono dietro un unico striscione recante il nome della città, senza una vera propria presenza degli ultras.
Negli anni sono stati fondati dei gruppi, gli unici ufficiali: il gruppo Ultras Brindisi e Cani randagi. Dopo lo scioglimento di quest'ultimo a seguito di numerose diffide, la frangia di ultras espone solo il drappo per i Diffidati  e striscione CSBB 

### Gemellaggi e rivalità
I tifosi brindisini sono stati gemellati dal 2016 al 2023 con Pesaro. Inoltre coltivano rapporti di amicizia con gli ultras del Ceglie. Solidi sono anche i legami con la tifoseria della squadra di calcio del Brindisi. Rapporti di rispetto reciproco sussistono con Cantù, Napoli, Pallacanestro Reggiana, Venezia, Brescia e Rimini.  
Tra le rivalità, quelle più sentite sono con Juvecaserta, Avellino e  Scafati.
Vi sono altri rapporti di rivalità nei confronti di Torino, Varese, Pistoia, Fortitudo Bologna e Virtus Bologna (queste ultime a seguito del gemellaggio con Pesaro).
A livello regionale, vi è una vecchia rivalità con Ostuni.

## Top Statistiche individuali campionato

### Marcatori
| Pos. | Naz.                   | Nome               | Punti | Pres. | Media |
| ---- | ---------------------- | ------------------ | ----- | ----- | ----- |
| 1.   | Stati Uniti (bandiera) | Adrian Banks       | 1484  | 82    | 18,1  |
| 2.   | Stati Uniti (bandiera) | Nick Perkins       | 1399  | 92    | 15,2  |
| 3.   | Italia (bandiera)      | Claudio Bonaccorsi | 1225  | 55    | 22,3  |
| 4.   | Uruguay (bandiera)     | Alejandro Muro     | 1115  | 67    | 16,7  |
| 5.   | Italia (bandiera)      | Matteo Nobile      | 1104  | 64    | 17,25 |
| 6.   | Stati Uniti (bandiera) | Jonathan Gibson    | 817   | 41    | 19,9  |
| 7.   | Stati Uniti (bandiera) | D'Angelo Harrison  | 773   | 52    | 14,9  |
| 8.   | Giamaica (bandiera)    | Durand Scott       | 761   | 54    | 14,1  |
| 9.   | Italia (bandiera)      | Andrea Camata      | 749   | 68    | 11,01 |
| 10.  | Guyana (bandiera)      | Delroy James       | 738   | 68    | 10,9  |

### Rimbalzi
| Pos. | Naz.                   | Nome          | Off. | Dif. | Tot. | Media |
| ---- | ---------------------- | ------------- | ---- | ---- | ---- | ----- |
| 1.   | Stati Uniti (bandiera) | Nick Perkins  | 188  | 341  | 529  | 5,7   |
| 2.   | Italia (bandiera)      | Andrea Camata | 173  | 344  | 517  | 7,6   |
| 3.   | Guyana (bandiera)      | Delroy James  | 120  | 396  | 516  | 7,6   |
| 4.   | Italia (bandiera)      | Andrea Zerini | 185  | 270  | 455  | 3,0   |
| 5.   | Stati Uniti (bandiera) | John Brown    | 156  | 185  | 341  | 6,3   |

### Assist
| Pos. | Naz.                   | Nome               | Tot. | Media |
| ---- | ---------------------- | ------------------ | ---- | ----- |
| 1.   | Italia (bandiera)      | Daniele Parente    | 309  | 3,2   |
| 2.   | Stati Uniti (bandiera) | Adrian Banks       | 304  | 3,9   |
| 3.   | Stati Uniti (bandiera) | Darius Thompson    | 232  | 4,5   |
| 4.   | Stati Uniti (bandiera) | Scottie Reynolds   | 230  | 5,0   |
| 5.   | Italia (bandiera)      | Alessandro Zanelli | 206  | 1,8   |

### Stoppate
| Pos. | Naz.                   | Nome             | Tot. | Media |
| ---- | ---------------------- | ---------------- | ---- | ----- |
| 1.   | Guyana (bandiera)      | Delroy James     | 76   | 1,1   |
| 2.   | Italia (bandiera)      | Andrea Zerini    | 75   | 0,5   |
| 3.   | Italia (bandiera)      | Andrea Camata    | 54   | 0,8   |
| 4.   | Stati Uniti (bandiera) | Cedric Simmons   | 44   | 1,3   |
| 5.   | Italia (bandiera)      | Raphael Gaspardo | 40   | 0,5   |

## Allenatori
- 2002-2003 Renato Sabatino (14V 8P) poi Piero Pasini (2V 8P)
- 2003-2004 Gianfranco Patera (9V 11P) poi Massimo Bianchi
- 2004-2005 Massimo Bianchi (32V 19P)
- 2005-2006 Waldi Medeot (6V 4P) poi Giampaolo Di Lorenzo (4V 5P) poi Tony Trullo
- 2006-2007 Tony Trullo (36V 14P)
- 2007-2008 Paolo Moretti (8V 5P) poi Andrea Spinetti (0V 1P) poi Giovanni Perdichizzi
- 2008-2009/2010-2011Giovanni Perdichizzi (55V 39P) poi Luca Bechi (6V 13P)
- 2011-2012/2015-2016 Piero Bucchi (87V 79P)
- 2016-2017 Romeo Sacchetti (14V 16P)
- 2017-2018 Sandro Dell'Agnello (2V 8P) poi Francesco Vitucci
- 2018-2019/2022-2023 Francesco Vitucci (86V 81P);Alberto Morea (2V 1P);Fabio Corbani (0V 1P)
- 2023-2024 Fabio Corbani (0V 4P); Marco Esposito (0V 1P) Dragan Sakota (10V 15P)
- 2024-2025 Piero Bucchi (23V 22P)

## Record di squadra
- Massimo punteggio realizzato: 113 B Eccellenza 2005-06 29ª g. Bca Pop. Agricola Ragusa-Prefabbricati Pugliesi Brindisi[5]
- Minimo punteggio realizzato: 48 Legabasket 2016-17 16ª g. Dolomiti Energia Trento-Enel Basket Brindisi[6]
- Massimo punteggio subito: 118 Legabasket 2012-13 1ª g. Enel Basket Brindisi-Cimberio Varese[7]
- Minimo punteggio subito: 47 Legadue 2011-12 Gara 1 Finale Playoff Enel Basket Brindisi-GTG Pistoia[8]
- Massimo scarto attivo: +54 B Eccellenza 2005-06 29ª g. Bca Pop. Agricola Ragusa-Prefabbricati Pugliesi Brindisi[5]
- Massimo scarto passivo: -44 Legabasket 2010-11 30ª g. Enel Basket Brindisi - Air Avellino[9]
- Striscia più lunga vittorie: 16 B Eccellenza 2007-08 dal 27/01/08 15ª g. al 16/05/08 Gara 3 Semifinali Playoff
- Striscia più lunga sconfitte: 8 Legabasket 2023-24 dal 4/10/23 1ª g. al 18/11/23 8ª g.
- Massima valutazione: 153 B Eccellenza 2005-06 14ª g. Prefabbricati Pugliesi Brindisi - BPAR Ragusa[10]
- Tiri da due realizzati: 35 B Eccellenza 2005-06 29ª g. Bca Pop. Agricola Ragusa-Prefabbricati Pugliesi Brindisi[11]
- Tiri da due tentati: 67 Legabasket 2015-16 17ª g. Obiettivo Lavoro Bologna-Enel Brindisi[12]
- Tiri da due %: 76,7 Legabasket 2020-21 19ª g. De Longhi Treviso-Happy Casa Brindisi[13]
- Tiri da due % in stagione: 59,4 Stagione B Eccellenza 2006-07
- Tiri da tre realizzati: 18 Legabasket 2018-19 17ª g. VL Pesaro-Happy Casa Brindisi[14]
- Tiri da tre tentati: 42 (3 volte)
- Tiri da tre %: 72,2 Legabasket 2016-17 24ª g. Enel Basket Brindisi-Sidigas Avellino[15]
- Tiri da tre % in stagione: 39,9 Stagione Legadue 2009-10
- Tiri liberi realizzati: 34 B Eccellenza 2006-07 Gara 3 semifinali Prima Veroli-Prefabbricati Pugliesi Brindisi[16]
- Tiri liberi tentati: 45 B Eccellenza 2006-07 Gara 3 semifinali Prima Veroli-Prefabbricati Pugliesi Brindisi[16]
- Tiri liberi %: 100 (3 volte)
- Tiri liberi % in stagione: 79.9 Stagione Legadue 2009-10
- Tiri totali realizzati: 44 Legabasket 2019-20 5ª g Happy Casa Brindisi-Carpegna Prosciutto Basket Pesaro[17]
- Tiri totali tentati: 86 Legabasket 2015-16 17ª g. Obiettivo Lavoro Bologna-Enel Brindisi[12]
- Tiri totali %: 68,9 (2 volte) Legabasket 2020-21 19ª g. De Longhi Treviso-Happy Casa Brindisi[13];B Eccellenza 2005-06 29ª g. Bca Pop. Agricola Ragusa-Prefabbricati Pugliesi Brindisi[11]
- Rimbalzi offensivi: 24 (2 volte) Legabasket 2020-21 5ª g. Allianz Pall. Trieste-Happy Casa Brindisi[18];B Eccellenza 2005-06 14ª g. Prefabbricati Pugliesi Brindisi - BPAR Ragusa[10]
- Rimbalzi difensivi: 41 (2 volte) Legabasket 2013-14 18ª g. Vanoli Cremona-Enel Brindisi[19];B Eccellenza 2005-06 Bini Viaggi Cecina- Prefabbricati Pugliesi Brindisi[20]
- Rimbalzi totali: 55 B Eccellenza 2005-06 14ª g. Prefabbricati Pugliesi Brindisi - BPAR Ragusa[10]
- Rimbalzi a partita in stagione: 40.0 Stagione Legabasket 2019-20
- Falli fatti: 34 B Eccellenza 2006-07 Gara 3 semifinali Prima Veroli-Prefabbricati Pugliesi Brindisi[16]
- Falli subiti: 37 B Eccellenza 2006-07 23ª g. Everlast Firenze-Prefabbricati Pugliesi Brindisi[21]
- Assist: 28 Legabasket 2020-21 25ª g. Acqua S. Bernardo Cantu'-Happy Casa Brindisi[22]
- Palle recuperate: 29 B Eccellenza 2005-06 10ª g. Igea S.Antimo-Prefabbricati Pugliesi Brindisi[23]
- Palle perse: 32 B Eccellenza 2005-06 10ª g. Igea S.Antimo-Prefabbricati Pugliesi Brindisi[23]
- Schiacciate: 10 (3 volte)
- Stoppate date: 9 (3 volte)

- Punti realizzati: 41 Marco Caprari - 03/12/2006 Serie B/Ec. 11ª - Bawer Matera-Prefabbricati Pugliesi Brindisi[24]
- Tiri da 2 tentati:21 John Brown III Legabasket 2018-19 Segafredo Virtus Bologna-Happy Casa Brindisi[25]
- Tiri da 2 realizzati:14 John Brown III - Legabasket 2019-20 - Happy Casa Brindisi-Carpegna Prosciutto Basket Pesaro[26]
- Tiri da 3 tentati:16 Claudio Bonaccorsi - 27/11/2005 Serie B/Ec. 9ª - Prefabbricati Pugliesi Brindisi - Everlast Firenze[27]
- Tiri da 3 realizzati:11 Claudio Bonaccorsi - 1/5/2005 Serie B/2 Gara3 Playoff - Prefabbricati Pugliesi Brindisi - Info Tel. Melfi 90-74
- Migliore % da 3:10/10 (100%) Joe Crispin - 18/10/2009 Legadue 3ª - UCC Casalpusterlengo - Enel Basket Brindisi[28]
- Tiri liberi tentati:21 Adrian Banks - 24/01/2016 Lega A 17ª - Obiettivo Lavoro Bologna - Enel Basket Brindisi[29]
- Tiri liberi realizzati:17 Adrian Banks - 24/01/2016 Lega A 17ª - Obiettivo Lavoro Bologna - Enel Basket Brindisi[29]
- Miglior % di liberi realizzati in partita: 12/12 Omar Thomas (2 volte); Jonathan Gibson - 06/12/2009 Legadue 10ª - Enel Basket Brindisi - Trenkwalder Reggio Emilia 71-72; 14/02/2010 Legadue 21ª Enel Basket Brindisi - Prima Veroli 81-72; 28/05/12 Legadue P.O. Semif. Gara 3 Sigma Barcellona - Enel Basket Brindisi 80-86
- Miglior % di liberi realizzati in stagione: 62-67 (93%) - Claudio Bonaccorsi - New Basket Brindisi 2005-2006
- Totale tiri tentati:25 Marco Caprari - 03/12/2006 Serie B/Ec. 11ª - Bawer Matera-Prefabbricati Pugliesi Brindisi[24]
- Totale tiri realizzati:16 Marco Caprari - 03/12/2006 Serie B/Ec. 11ª - Bawer Matera-Prefabbricati Pugliesi Brindisi[24]
- Miglior % di realizzazione dal campo: 11/11 100% - Mark Ogden - 25/01/2025 Lega A2 23ª - APU Udine - Valtur Brindisi[30]
- Rimbalzi offensivi:11 John Brown III - 16/12/2018 Lega A 10ª - Umana Reyer Venezia-Happy Casa Brindisi[31]
- Rimbalzi difensivi:15 Andrea Camata - 12/02/2006 B/Ec. 20ª - Prefabbricati Pugliesi Brindisi - Montepaschivita Siena[32]
- Rimbalzi totali:19 Andrea Camata - 12/02/2006 B/Ec. 20ª - Prefabbricati Pugliesi Brindisi - Montepaschivita Siena[32]
- Assist: 15 Darius Thompson - 07/02/2021 Lega A 19ª - De Longhi Treviso - Happy Casa Brindisi[33]
- Palle Recuperate: 9 Daniele Parente, Alessandro Piazza - 11/02/2007 Serie B/Ec. 21ª - Codis Pompea Atri-Prefabbricati Pugliesi Brindisi[34]; 02/04/2006 Serie B/Ec. 27ª Prefebbricati Pugliesi Brindisi - Vivaisti Pistoia[35]
- Stoppate: 5 Hervé Touré, Cedric Simmons, John Brown III - 05/12/2010 Lega A 8ª - Enel Basket Brindisi - Fabi Shoes Montegranaro[36]; 26/09/2012 Lega A 2ª - MPS Siena - Enel Basket Brindisi[37]; 13/01/2019 Lega A 15ª - Dolomiti Energia Trento - Happy Casa Brindisi[38]
- Falli Subiti: 13 Jerome Dyson Legabasket 2013-14 Enel Basket Brindisi - Umana Reyer Venezia[39]
- Valutazione: 52 Alex Renfroe - 15/04/2012 Legadue 26ª - Enel Basket Brindisi - Marcopoloshop.it Forlì[40]